# عبور الزهرة 2012

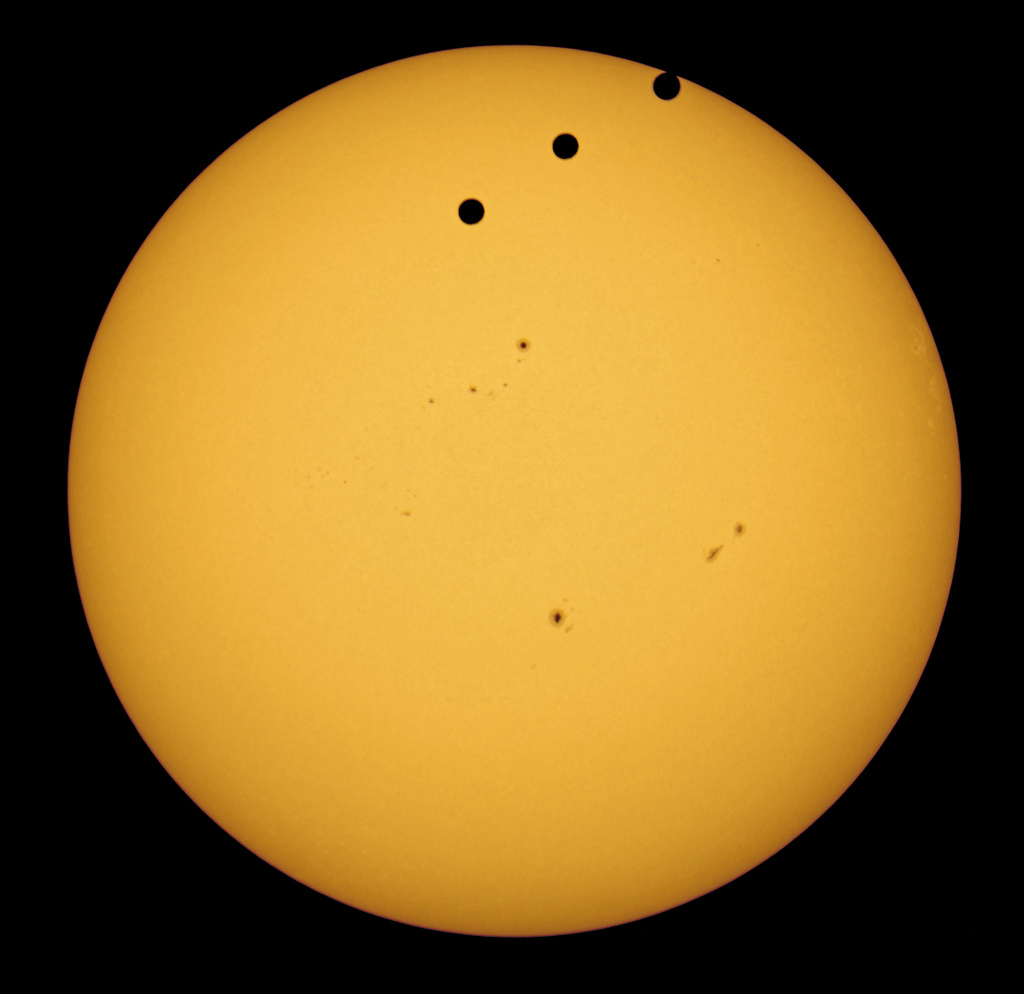
صورة لمراحل العبور الأولى، ملتقطة من مدينة عمان في الأردن، من قبل الجمعية الفلكية الأردنية.

عبور الزهرة 2012 هو عبور فلكي لكوكب الزهرة أمام الشمس وقع في يومي 5 و6 من يونيو/حزيران سنة 2012. وهو يُعد العبور الثاني للزهرة في هذا القرن بعد عبور سنة 2004 (الذي كان الأول منذ سنة 1882)، ولن يحدث أي عبور آخر مماثل له حتى سنة 2117.

## مناطق المشاهدة

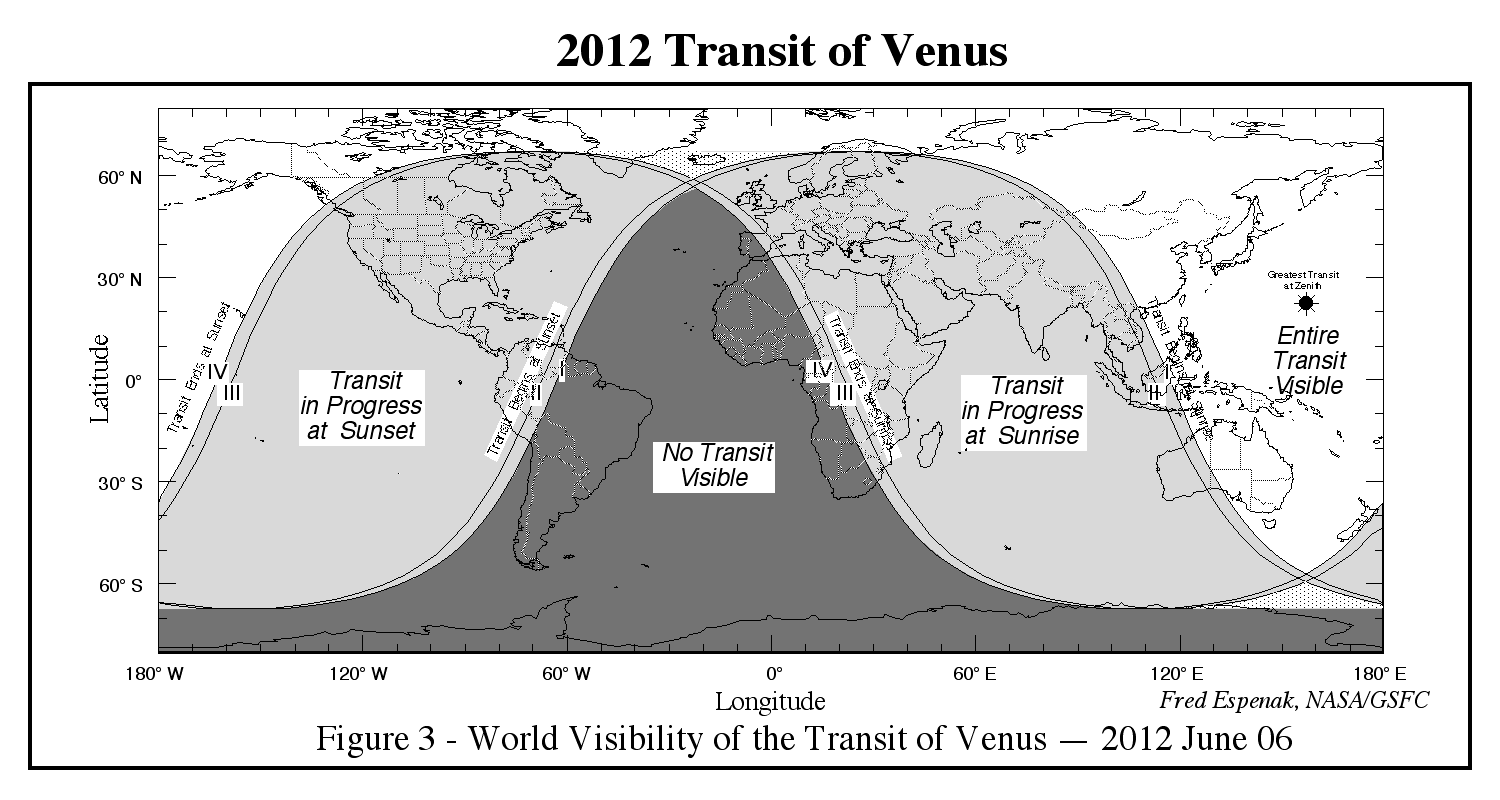
خريطة توضح أين كان العبور مشاهداً وفي أي توقيت في مختلف أنحاء العالم.

الرسوم المتحركة من عبور كوكب الزهرة من حزيران عام 2012 في الإحداثيات الاستوائية والصيف في أوروبا الوسطى.

كان العبور مرئياً في معظم أنحاء العالم المأهولة بالسكان، لكن مع ذلك فإنه لم يُرى في مساحات كبيرة منها. أفضل المناطق التي كان يمكن أن يرصد منها العبور هي الشرق الأقصى، بما في ذلك شرق الصين وروسيا وكامل منغوليا واليابان وبابوا غينيا الجديدة، بالإضافة إلى قسم كبير من قارة أستراليا وولاية ألاسكا الأمريكية والمنطقة الشمالية الغربية الكندية، وشوهد العبور في هذه المناطق مع شروق شمس يوم الخامس من يونيو.
لاحقاً وفي إثر شرق آسيا وأستراليا وألاسكا شوهد العبور تدريجياً في باقي أنحاء كندا التي لم يظهر بها في بداية اليوم، فضلاً عن الولايات المتحدة الأمريكية بأكملها وكامل المكسيك وجميع دول أمريكا الوسطى، بالإضافة إلى دول فنزويلا وكولومبيا والإكوادور ومعظم البيرو (شمال وغرب أمريكا اللاتينية)، حيث شوهد العبور في كافة هذه المناطق مع غروب شمس الخامس من يونيو.
بعدَ مغيب الشمس لم تكن مشاهدة العبور ممكنة بطبيعة الحال في أي مكان بالعالم حتى شروق شمس السادس من يونيو (حيث أن العبور سيكون قد انتهى بالفعل في نصف الكرة الأرضية الذي تشرق الشمس فيه)، وهنا تأتي المنطقة التي لم يُشاهَد فيها العبور على الإطلاق، وهي باقي أنحاء أمريكا اللاتينية، وأغلب غرب وجنوب أفريقيا بالإضافة إلى كامل البرتغال وقرابة نصف إسبانيا، فضلاً عن كامل أنتاركتيكا.
عدى عن هذه المناطق، كانت مشاهدة العبور ممكنة في كل باقي أوروبا وأفريقيا وآسيا دون استثناء مع شروق شمس السادس من يونيو. وستكون مشاهدته ممكنة في أغلب أنحاء الوطن العربي، ما عدى ثلاث دول، هي موريتانيا والمغرب بكاملهما، بالإضافة إلى جزء كبير من غربيّ الجزائر.

### أوقات العبور بالوطن العربي
أوقات إمكانية رصد العبور في مختلف أنحاء الوطن العربي بتوقيتها المحليّ (علماً أن أوقات «البدء» و«الانتهاء» تعني بدء أو انتهاء إمكانية الرصد، لا بدء وانتهاء وقت العبور الفعليّ):

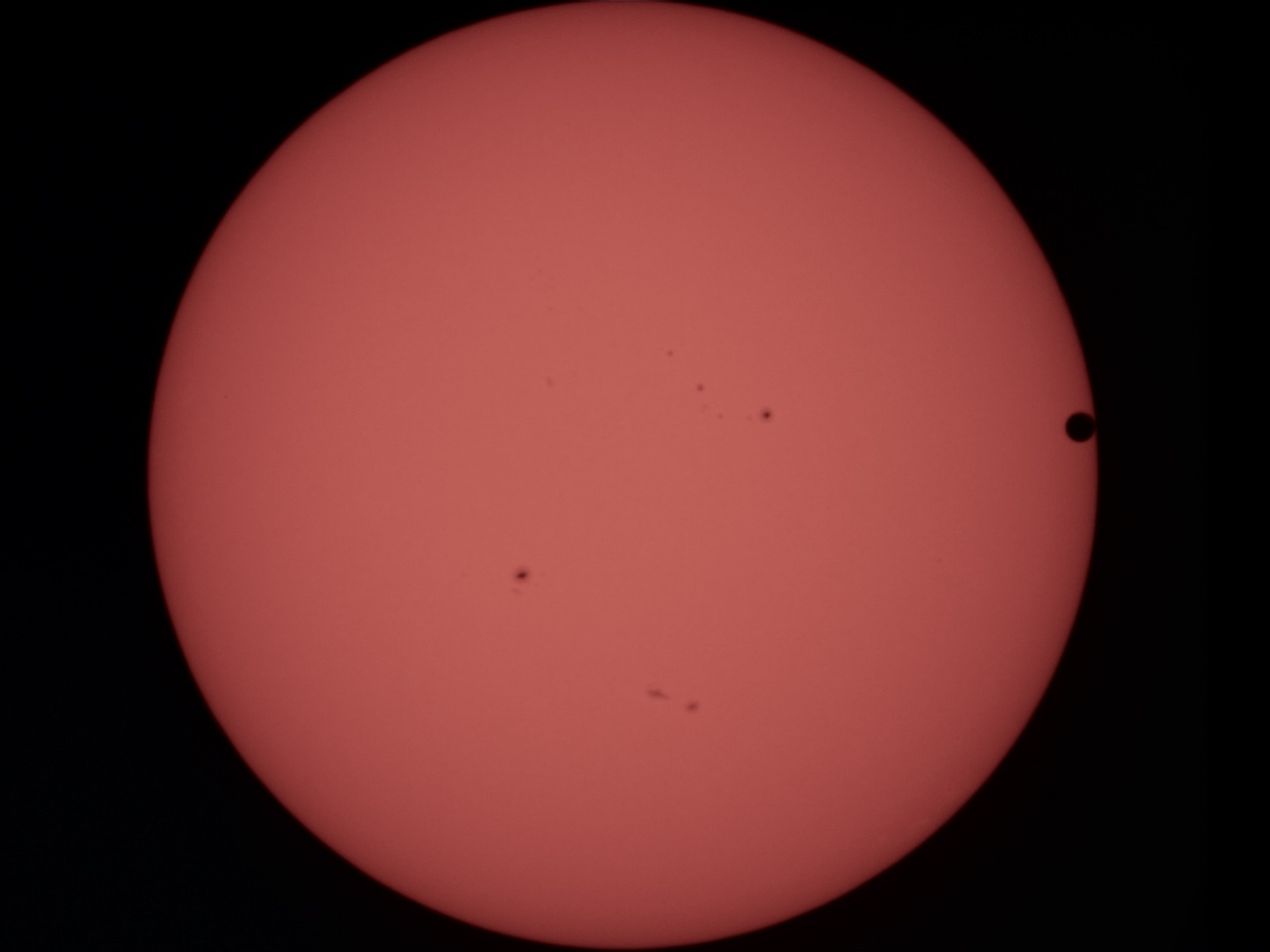
صورة ملتقطة للعبور خلال مرحلة التلامس الثالث من مدينة الكويت.

| الدولة   | بدء العبور (بالتوقيت المحلي) | انتهاء العبور (بالتوقيت المحلي) | المصدر |
| -------- | ---------------------------- | ------------------------------- | ------ |
| عُمان     | س 5 و 18 دق (05:18)          | س 8 و 53 دق (08:53)             | [ 8 ]  |
| البحرين  | س 4 و 50 دق (4:50)           | س 7 و 44 دق (7:44)              | [ 9 ]  |
| السعودية | س 5 و 30 دق (05:30)          | س 8 و 00 دق (08:00)             | [ 10 ] |
| تونس     | س 4 و 49 دق (04:49)          | س 5 و 55 دق (05:55)             | [ 11 ] |
| مصر      | س 4 و30 دق (04:30)           | س 7 و00 دق (07:00)              |        |

## الرصد عربياً
قال الدكتور «حاتم عودة» رئيس المعهد القومي للبحوث الفلكية والجيوفيزيقية في مصر أن المعهد قام باستخدام مرصدي حلوان والقطامية الفلكيَّين برصد الحدث وتسجيله، وتبادلا الصور الملتقطة للعبور مع باقي المراصد الفلكية في أنحاء العالم، كما هو شائع لتسجيل الرصد العلميّ للظواهر.
وفي السعودية، تمكّن فريق علمي تابع للجمعية الفلكية بجدة من متابعة الظاهرة وتصويرهاعلى مدى عدة ساعات صباح السادس من حزيران، وذلك من خلال تلسكوبات متطورة وأدوات رصد فلكي خاصة تسمح بمشاهدة الشمس عبر التلسكوب. كما شاركت في النشاط الرصدي شريحة واسعة من العامة من الأطفال والشباب. وفي الآن ذاته، قام فريق آخر من الجمعية برصد الحدث من مدينة الطائف غرب جدة.
كما نظّمت الجمعية الفلكية الأردنية نشاطاً رصدياً في موقعين سياحيَّين مختلفين بالعاصمة الأردنية عمّان، هما منطقة جبل القلعة ومدينة البتراء الأثرية، ونجح فريقا الرصد بمتابعة الحدث والتقاط صور له (الصورة في الأعلى إحداها).

## معرض صور

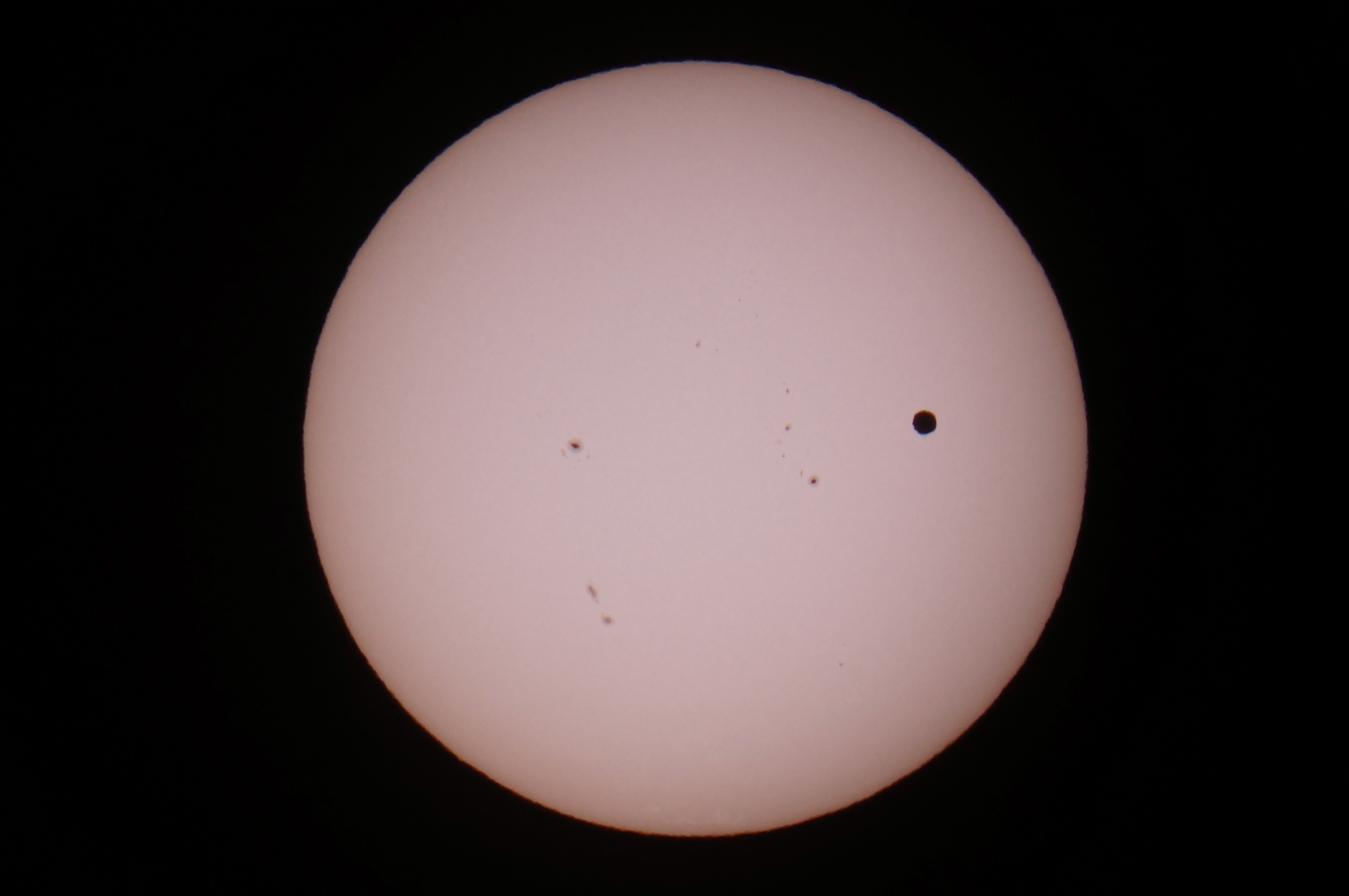
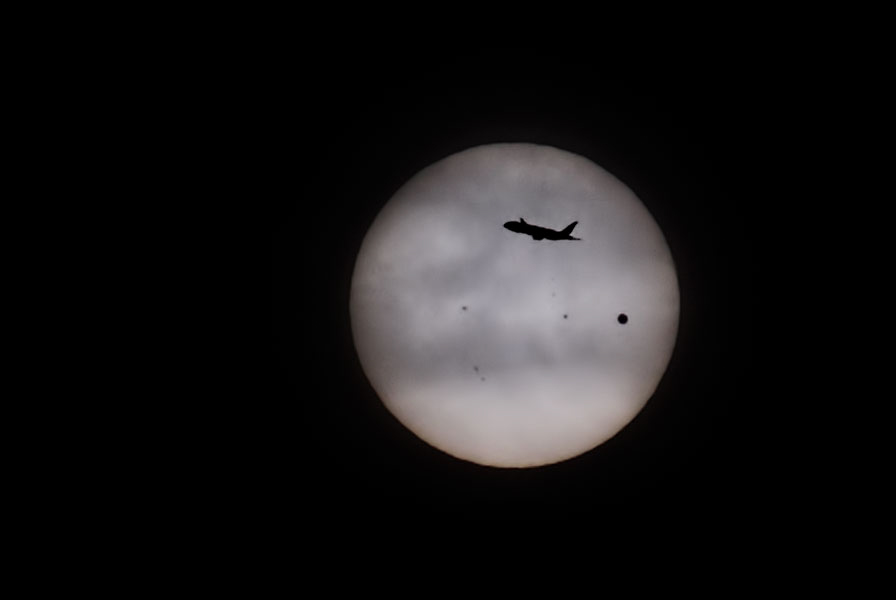
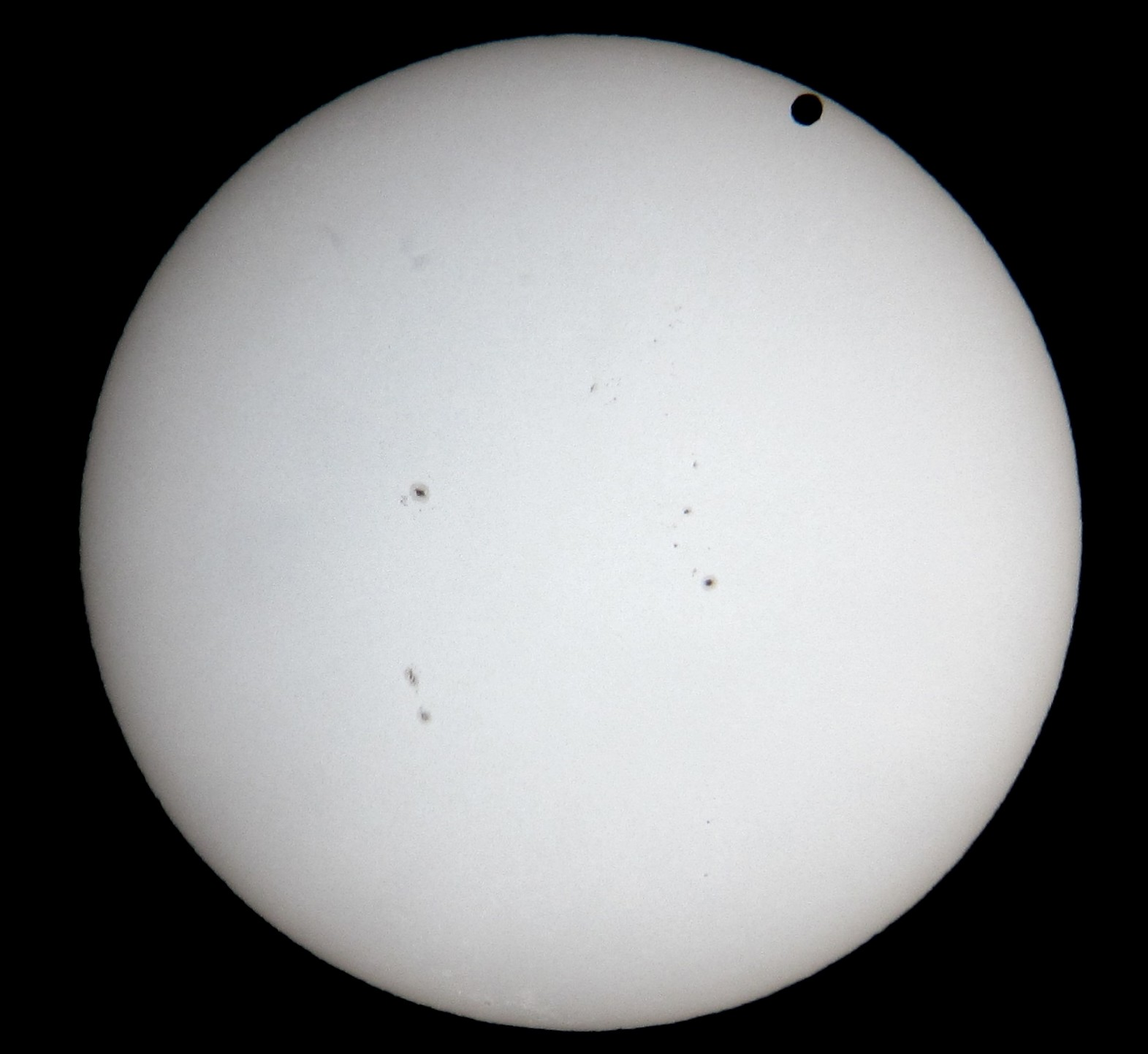
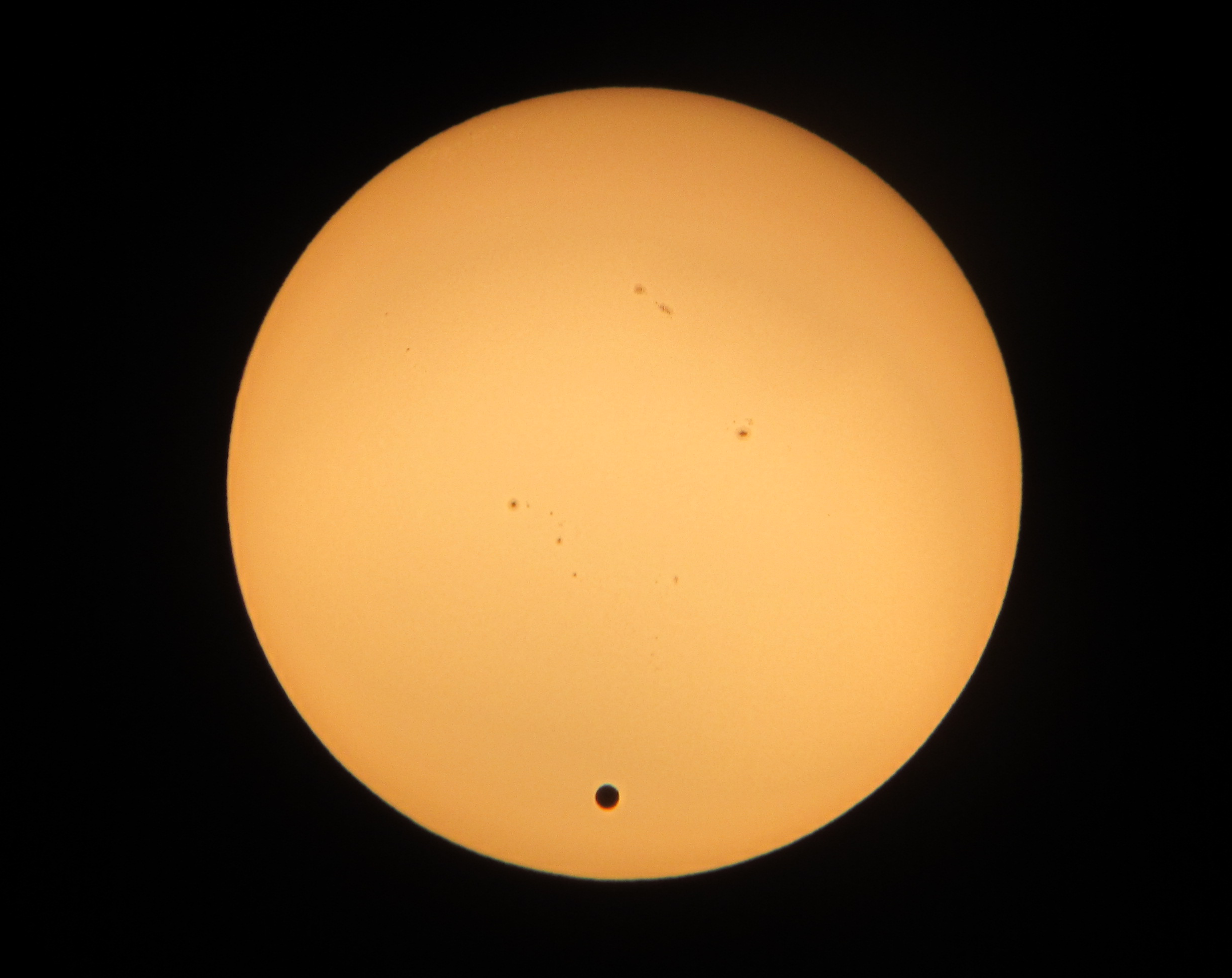
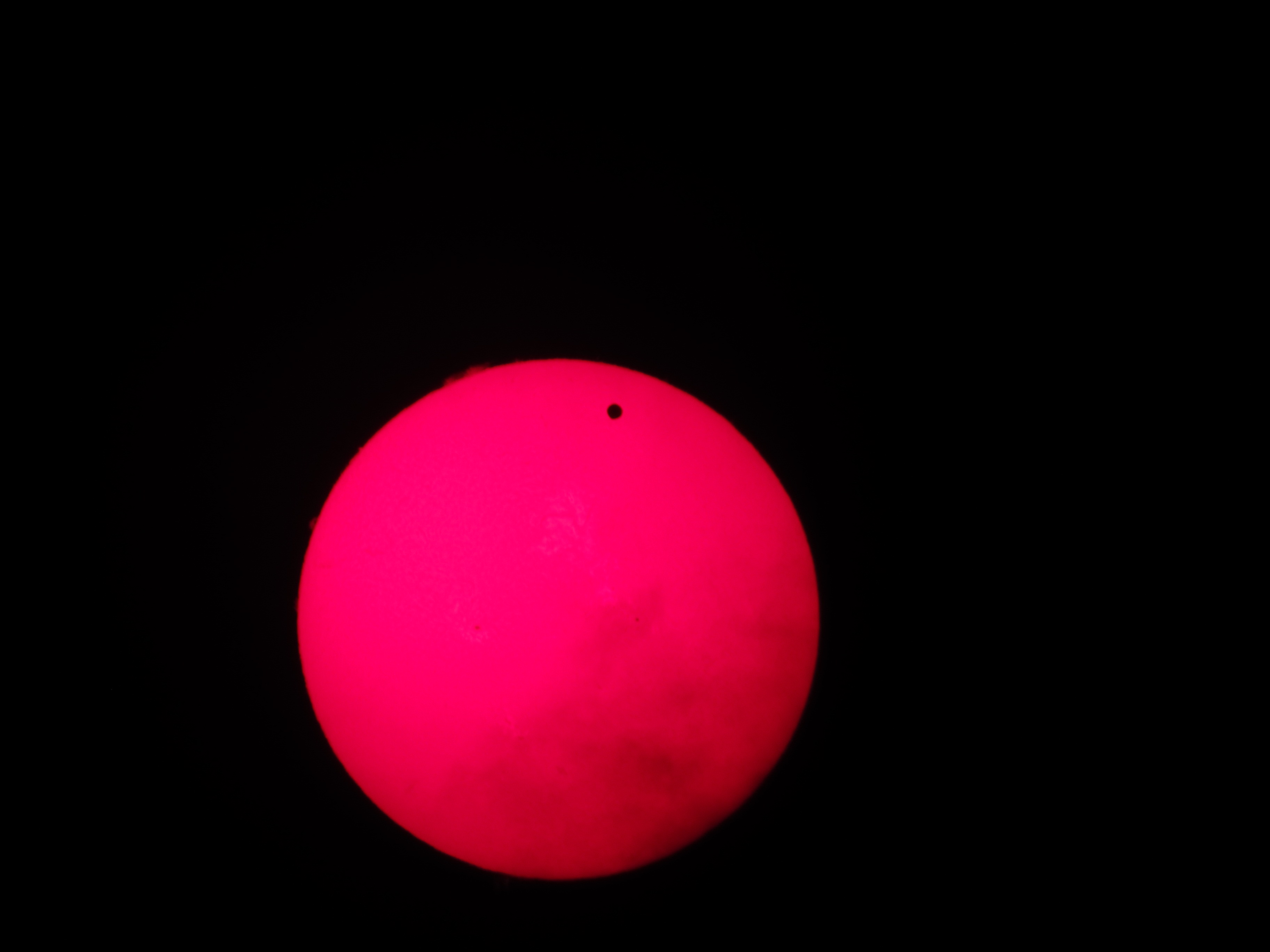

## وصلات خارجية
- عبور الزهرة أمام الشمس السعودية 6 يونيو 2012 على يوتيوبفيديو بالعربية على موقع يوتيوب.
- موقع عبور الزهرة. (بالإنجليزية)
- AstronomyLive.com - Watch Transit of Venus 2012 LIVE - Many Live نسخة محفوظة 30 مايو 2012 على موقع واي باك مشين.